# Acacia hubbardiana
Acacia hubbardiana är en ärtväxtart som beskrevs av Leslie Pedley. Acacia hubbardiana ingår i släktet akacior, och familjen ärtväxter. Inga underarter finns listade i Catalogue of Life.